# Скидельски, Роберт
Роберт Джейкоб Александр Скидельский, барон Тилтон (англ. Robert Jacob Alexander Skidelsky, Baron Skidelsky of Tilton; род. 25 апреля 1939, Харбин) — британский экономист русско-еврейского происхождения.
Профессор политической экономии университета Уорик (с 1990 года). Член палаты лордов с 1991 года. Член Британской академии (с 1994 года).
Колумнист газеты «Ведомости» и ряда других периодических изданий.

## Биография
Роберт Скидельский родился в Харбине, где его отец, Борис Яковлевич Скидельский (1907—?), работал в семейной фирме «Наследники Л. Ш. Скидельского», основанной ещё в конце XIX века его дедом — почётным гражданином, купцом 1-й гильдии из Екатеринослава Леонтием Семёновичем (Лейбом Шимановичем) Скидельским (1845—1916) и посредством Муленского углепромышленного товарищества занимавшейся разработкой угольных месторождений в Китае. Его мать, Галина Вениаминовна Скидельская (1918—?), была дочерью городского главы Маньчжурии, журналиста и издателя Вениамина Васильевича Сапелкина.
С 1942 года жил в Великобритании, куда (в 1948 году окончательно) перебралась его семья. После выхода на пенсию в 1969 году отец Роберта, Борис Яковлевич Скидельский, работал старшим архивистом Королевского оперного театра Ковент-Гарден.
Скидельский учился в Брайтон-колледже и Оксфорде. Преподавал в Университете Джонса Хопкинса (1970—1976).
За короткое время сменил 3 политические партии — Лейбористскую, Социал-демократическую и Консервативную.
В январе 2022 года покинул пост независимого директора компании Русснефть.
Дядя Р. Скидельского — Семён Скидельский (англ. Simon Jacoblivitch Skidelsky, более известен как S. J. 'Skid' Simon, 1904—1948), британский писатель и победитель Чемпионата Европы по бриджу в командном зачёте (1948).

## Основные произведения
- Oswald Mosley. — Macmillan Publishers, 1975.
- John Maynard Keynes: in 3 vols. — New York: Viking Adult, 1983—2000:

Vol. 1. Hopes Betrayed, 1883—1920. — 1983. — 480 pp. — ISBN 978-0-670-40810-8.
Vol. 2. The Economist as Saviour, 1920—1937. — 1992. — 768 pp. — ISBN 978-0-7139-9110-9.
Vol. 3. Fighting for Britain, 1937—1946. — 2000. — 580 pp. — ISBN 978-0-670-03022-4.
- сокр.версия: John Maynard Keynes 1883—1946: Economist, Philosopher, Statesman. — New York: Macmillan, 2004. — 800 pp.
  - Скидельски Р. Кейнс 1883—1946. Экономист, философ, государственный деятель (в 2 тт.) / пер. с англ. — М.: Московская школа политических исследований, 2005. — 1600 с. — ISBN 5-93895-071-6, ISBN 5-93895-070-8.
- The World After Communism: A Polemic for our Times. — New York: Viking Adult, 1995. — 224 pp. — ISBN 978-0-7139-9122-2:
  - Скидельски Р. Дорога от рабства. Об экономических и политических последствиях краха коммунизма. — М.: Ад Маргинем, 2001. — 240 с. — ISBN 5-88059-052-1 (ошибоч.).
- Хайек versus Кейнс: дорога к примирению. // Вопросы экономики. 2006. № 6. С. 47-66.
- Keynes: The Return of the Master. — L.: Allen Lane (UK) and Cambridge, MA: PublicAffairs (US), 2009. — 240 pp. — ISBN 978-1-58648-827-7, ISBN 978-1-84614-258-1.
  - Скидельски Р. Кейнс: Возвращение мастера / Пер. с англ. О. Левченко; науч. ред. О. Замулин. — М.: ООО «Юнайтед Пресс», 2011. — ISBN 978-5-904522-92-6.